# Christophe Bruand
Christophe Bruand   (Garait, 7 de juliol de 1983) és un pilot de trial occità. Ha destacat en competició al Campionat de França de trial, aconseguint el títol en les categories Minimes, Cadet i Junior, fins a assolir el títol absolut (categoria Expert) l'any 2008 amb Sherco. A banda, l'any 2007 acabà cinquè al Campionat d'Europa de trial i desè al Campionat del Món. Actualment viu a Souvignargues i es dedica a oferir espectacles acrobàtics amb la seva motocicleta de trial.